# Interferon tip II
Interferon tip II grupa ima jednog člana koji se zove  (gama). Završeni IFN-γ je antiparalelni homodimer, koji se vezuje za IFN-γ receptorski (IFNGR) kompleks da bi pobudio signal u ciljnoj ćeliji. IFNGR se sastoji od dve podjedinice, IFNGR1 i IFNGR2.

## Izvori i funkcije
ima udela u regulaciji imunog i inflamatornog odgovora; kod ljudi, postoji samo jedan tip interferona gama. Njega proizvode aktivirane T-ćelije i prirodini ubica ćelije. IFN-γ ima određene antiviralne i antitumorske efekte, ali su oni uglavnom slabi. Međutim, ovaj citokin potencira efekte tip I interferona. IFN-γ oslobođen od strane  ćelija regrutuje leukocite na mesto infekcije, što rezultuje u povećanoj inflamaciji. On takođe stimuliše makrofage da ubiju bakterije koje su bile obuhvaćene. IFN-γ oslobođen od strane  ćelija je isto tako važan u regulaciji Th2 responsa. Pošto je IFN-γ vitalno impliciran u regulaciju imunog odgovora, njegova produkcija može da dovede do autoimunih poremećaja.
Homologni proteini interferona -gama su nađeni kod ptica, žaba, i teleost riba. Odatle sledi da verovatno sve koštane ribe/tetropodi kodiraju IFN-γ. Struktura IFN-γ gena je identična sa strukturno povezanim citokinima, osim što intron između trećeg i četvrtog eksona ne postoji.
Naime, mnoge teleost ribe kodiraju dva različita IFN-γ proteina (zvana IFN-γ1 i IFN-γ2) koji izgleda da vezuju genetički i fizički različite IFN-γR1 lance. Kod svih ispitanih tetrapoda, postoji jedan IFN-γ gen koji vezuje jedinstven IFN-γR1 lanac i (kod amniota) jedinstven IFN-γR2 lanac. Žabe izgleda da kodiraju dva različita IFN-γR2 gene čiji se intracelularni domeni značajno razlikuju.

## Spoljašnje veze
- Interferon+Type+II на 

 Mediji vezani za članak Interferon tip II na Vikimedijinoj ostavi